# Megophtalmidia crassicornis
Megophtalmidia crassicornis är en tvåvingeart som först beskrevs av Curtis 1837.  I den svenska databasen Dyntaxa används istället namnet Megophthalmidia crassicornis. Enligt Catalogue of Life ingår Megophtalmidia crassicornis i släktet Megophtalmidia och familjen svampmyggor, men enligt Dyntaxa är tillhörigheten istället släktet Megophthalmidia och familjen svampmyggor. Arten är reproducerande i Sverige. Inga underarter finns listade i Catalogue of Life.